# Unión Caboverdiana Independiente y Democrática
La Unión Caboverdiana Independiente y Democrática (en portugués: União Caboverdiana Independente e Democrática) o UCID, es un partido político conservador y demócrata cristiano de Cabo Verde. Es considerado sucesor de la Unión Democrática de Cabo Verde (União Democrática de Cabo Verde, UDC), establecida en 1975 como uno de los primeros partidos políticos del país, suprimido durante las primeras etapas del régimen socialista de partido único encabezado por el Partido Africano para la Independencia de Guinea y Cabo Verde (hoy PAICV). 
El partido fue refundado por opositores caboverdianos en el exilio en 1977 y adquirió su nombre actual en 1978. Con el advenimiento del multipartidismo en Cabo Verde en 1990 pudo registrarse en el país, bajo el liderazgo de Celso Celestino. Desde comienzos de la década de 2000 surge como el tercer partido político más grande del país en el marco del bipartidismo entre el PAICV y el MpD.
En términos ideológicos, el partido se define a sí mismo en sus estatutos como «un partido demócrata cristiano» que aboga por defender «una democracia política, social, económica y cultural». El partido se identifica mayormente con el color azul. Desde su fundación y establecimiento en la isla su influencia ha estado limitada a la isla de São Vicente, aunque ha intentado ampliar su presencia progresivamente a otras partes del país.

## Historia

### Durante el gobierno de partido único
El partido se creó en 1975 como Unión Democrática de Cabo Verde (União Democrática de Cabo Verde, UDCV), surgido del Congreso Juridicial de Cabo Verde ese mismo año. Sin embargo, el partido fue excluido por el gobierno portugués de las negociaciones para la independencia de Cabo Verde ese mismo año. Con la independencia formalizada, Cabo Verde se convirtió en un estado de partido único socialista, dominado por el Partido Africano para la Independencia de Guinea y Cabo Verde.
En 1977, el partido se refundó en el exilio, en Lisboa, por un grupo de refugiados políticos de centroderecha. Finalmente, cuando en 1990 se introdujo el multipartidismo en el país, el partido se opuso a la celebración de las elecciones parlamentarias de 1991, después de no haber podido presentar sus documentos de solicitud a tiempo. En las elecciones internas de 1993, Celso Celestino fue elegido como el nuevo líder del partido.

### Después de la llegada de la democracia
No pudo ganar un asiento en las elecciones de 1995 al haber recibido solo el 1.5% de los votos. En la elección presidencial posterior, apoyó al presidente incumbente António Mascarenhas Monteiro.
Antes de las elecciones de 2001, el partido se fusionó con el Partido de la Convergencia Democrática y el Partido del Trabajo y la Solidaridad para formar la Alianza Democrática para el Cambio (ADM). La Alianza recibió el 6% de los votos y ganó un escaño en la Asamblea Nacional. En las elecciones presidenciales un mes más tarde, el candidato de la Alianza, Jorge Carlos Fonseca terminó tercero de los cuatro candidatos con un 3% de los votos. La Alianza se disolvió poco después, y el UCID se presentó solo a las parlamentarias de 2006, obteniendo un 2,6% de los votos, y no propuso un candidato en las elecciones presidenciales. En 2011, finalmente obtuvo dos escaños, que aumentaron a tres en los siguientes comicios, de 2016.

## Historia electoral
|  | 1.54 % |

|  | 6.12 % |

|  | 2.64 % |

|  | 4.39 % |

|  | 6.87 % |

|  | 9.01 % |